# Соломон, Хаим
Хаим Соломон (англ. Haym Salomon; 7 апреля 1740, Лешно — 6 января 1785, Филадельфия) — американский революционер, финансист молодой американской республики.

## Биография
В 1775 году эмигрировал в Нью-Йорк. Поддерживая патриотическое движение, он присоединился к нью-йоркскому отделению «Сыновья свободы». В сентябре 1776 года его арестовали за шпионаж. Британцы помиловали его, но только после того, как он согласился провести 18 месяцев на британском корабле в качестве переводчика для гессенских солдат — немецкие войска, нанятые британцами. Соломон использовал своё положение, чтобы помочь заключенным бежать и призвал гессенцев дезертировать. В 1778 году Соломон был снова арестован и приговорен к смертной казни. Опять ему удалось освободиться и найти возможность со своей семьёй перебраться в мятежную столицу в Филадельфии.
Он сначала торговал мануфактурой в Нью-Йорке, затем поставлял припасы в войска на севере штата близ озера Джордж, а позже продавал облигации военного займа по поручению филадельфийского финансиста Роберта Морриса.
Хаим Соломон скоропостижно скончался от туберкулёза, которым заразился в тюрьме, 8 января 1785 года в Филадельфии.

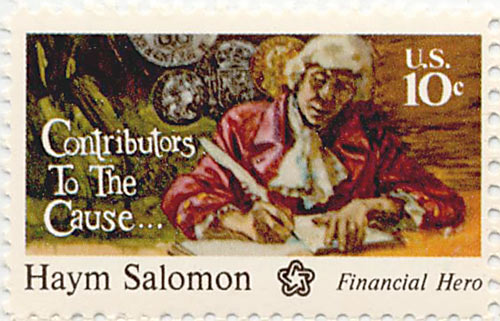

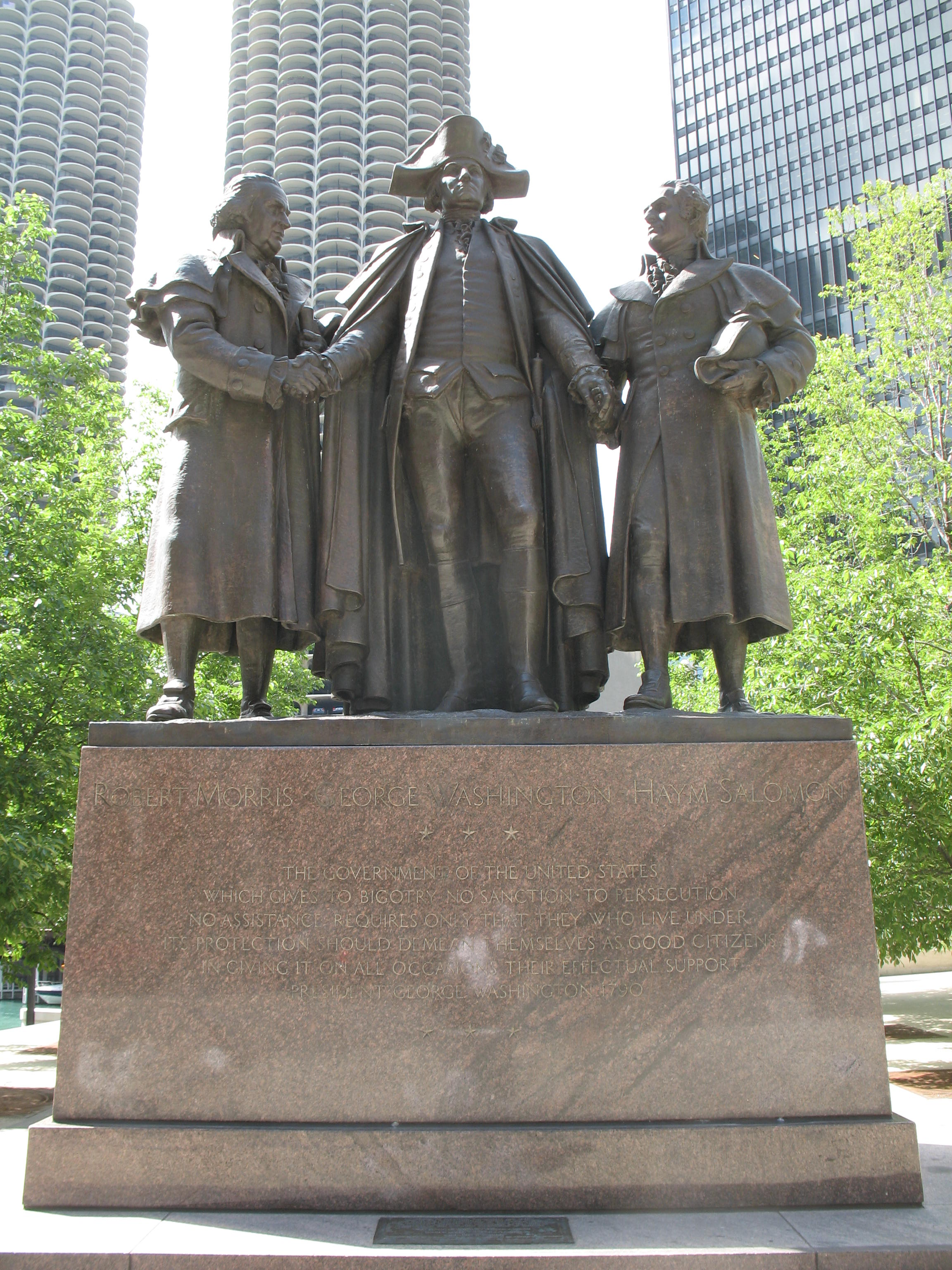
Памятник на площади Хилда в Чикаго: Дж. Вашингтон в окружении финансистов Р Морриса и Х. Саломона